# ヌアクショット
ヌアクショット（アラビア語: نواكشوط、ベルベル語: Nwakcoṭ、フランス語: Nouakchott）は、モーリタニアの首都。北ヌアクショット州、西ヌアクショット州、南ヌアクショット州の3州から構成される地域である。
サハラ砂漠最大の都市である。大西洋岸に位置する。

## 歴史
植民地時代のモーリタニアは、セネガルに首都をおくフランス領西アフリカの一部であった。このため植民地時代には、現在のモーリタニア領内に大規模な都市がおかれることはなかった。1957年に、それまではほとんど人口のなかった大西洋岸の漁港を選び、1万5千人を目標に人口を増やす計画が始まった。これは将来のモーリタニアの首都となるべく都市を準備するための計画であった。1958年にモーリタニアはフランス統治下の自治権をもつ地域となった。1960年11月28日にはヌアクショットでのモーリタニアの独立宣言がなされ、1962年以降、独立したモーリタニアの首都となり現在に至る。
1958年以前のヌアクショットにはほとんど特筆すべきことがないが、11世紀にモロッコに成立したベルベル人の王朝アルモラビデス朝の起源は、ヌアクショット周辺であった可能性が指摘される。
1970年代以降は、北のサハラ砂漠から職を求めてヌアクショットに移住する者が相次ぎ、人口爆発が起こっている。1969年に2万人であった人口は、1980年には15万人、1995年に28万人となり、2000年には50万人を突破した。10年間で2倍以上に膨れ上がっている。この流入人口のため、スラム化が著しい。モーリタニア人はもともと遊牧民が多く、移住に抵抗がないことが、この流入に寄与している。

### 戦闘
1975年、モーリタニアは西サハラ南側の領有を宣言したことから、ポリサリオ戦線と交戦状態となり、1976年6月にはヌアクショット市内にポリサリオ戦線が攻め入る状態となった。交戦は短期間のうちに、ポリサリオ戦線側が多数の死傷者を出して撤退したが、後に停戦協定を結ぶきっかけとなった。

## 行政
ヌアクショットは首都地域として州と同等の地位を持ち、9のコミューンに分かれていた。しかし、2014年にヌアクショットは3つの州に分けられ、州の下にコミューン（県に昇格）が入った。
人口値は2013年。
- 北ヌアクショット州：366,912人
  - ダル＝ナイム（Dar-Naim）：144,043人
  - テヤレット（Teyarett）：78,828人
  - トジョニエ（Toujouonine）：144,041人

- 西ヌアクショット州：165,814人
  - クサル（Ksar）：47,333人
  - セブア（Sebkha）：72,245人
  - テヴラ＝ゼイナ（Tevragh-Zeina）：46,336人

- 南ヌアクショット州：425,673人
  - アラファト（Arafat）：175,969人
  - エル・ミナ（El Mina）：132,674人
  - リヤド（Riyad）：117,030人

## 地理

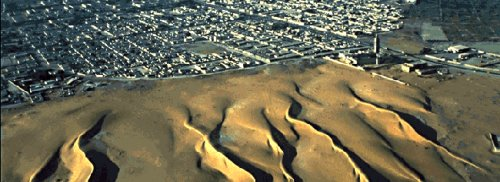
ヌアクショットに迫る砂丘

大西洋に面し、港があるほかは砂海岸である。サハラ砂漠の端に位置し、砂丘の接近が深刻な問題である。

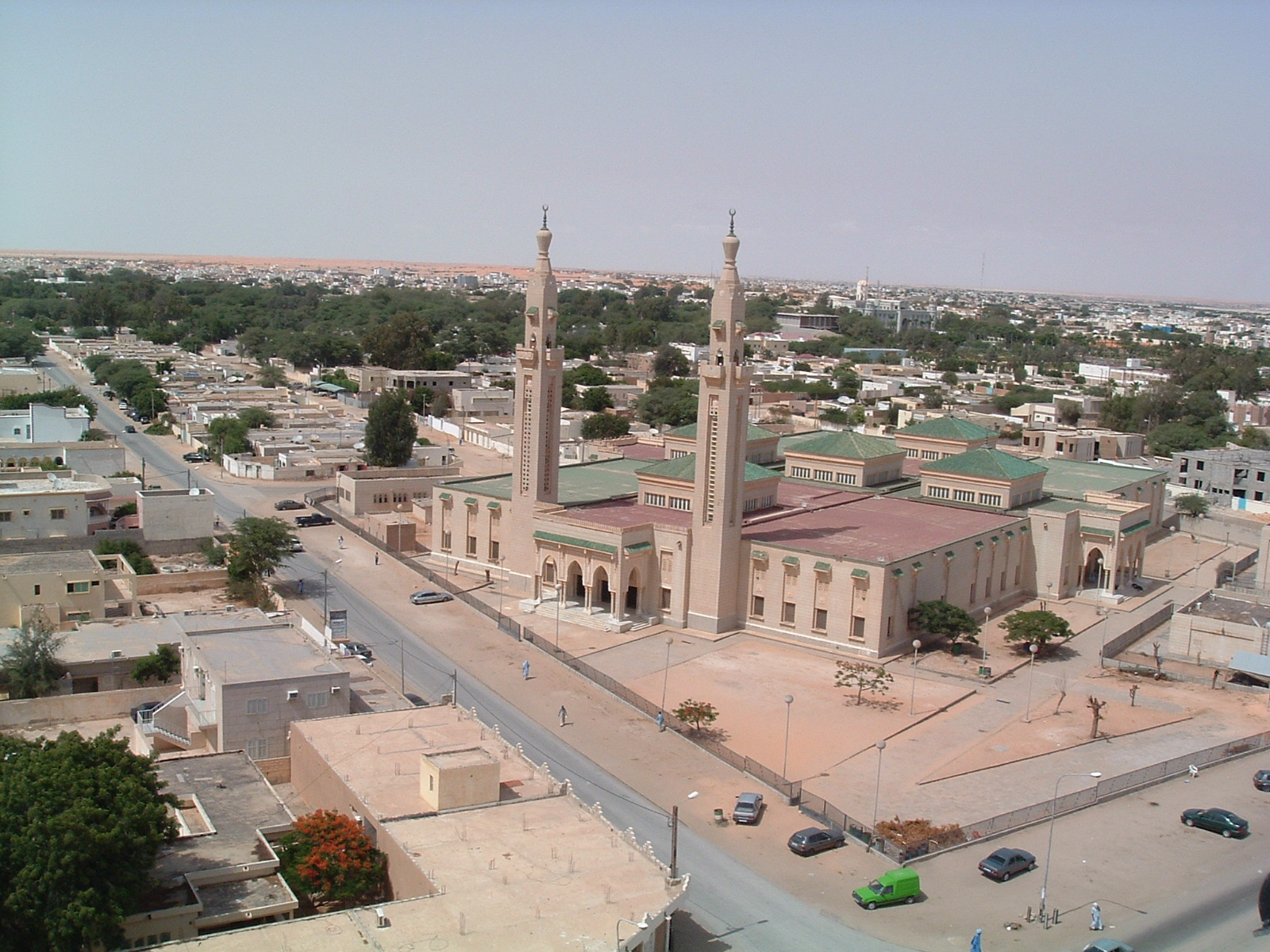
中央モスク

## 気候
ケッペンの気候区分で高温砂漠気候(BWh) に区分される。
月間最高気温は46 ℃から20 ℃で、最低気温は26 ℃から16 ℃。年間総降水量はわずか130 mmである。8月以外とくに11月から6月はほとんど雨が降らない。
| ヌアクショット (1981年–2010年、極値 1934年–2012年)の気候 | ヌアクショット (1981年–2010年、極値 1934年–2012年)の気候 | ヌアクショット (1981年–2010年、極値 1934年–2012年)の気候 | ヌアクショット (1981年–2010年、極値 1934年–2012年)の気候 | ヌアクショット (1981年–2010年、極値 1934年–2012年)の気候 | ヌアクショット (1981年–2010年、極値 1934年–2012年)の気候 | ヌアクショット (1981年–2010年、極値 1934年–2012年)の気候 | ヌアクショット (1981年–2010年、極値 1934年–2012年)の気候 | ヌアクショット (1981年–2010年、極値 1934年–2012年)の気候 | ヌアクショット (1981年–2010年、極値 1934年–2012年)の気候 | ヌアクショット (1981年–2010年、極値 1934年–2012年)の気候 | ヌアクショット (1981年–2010年、極値 1934年–2012年)の気候 | ヌアクショット (1981年–2010年、極値 1934年–2012年)の気候 | ヌアクショット (1981年–2010年、極値 1934年–2012年)の気候 |
| 月                                                       | 1月                                                      | 2月                                                      | 3月                                                      | 4月                                                      | 5月                                                      | 6月                                                      | 7月                                                      | 8月                                                      | 9月                                                      | 10月                                                     | 11月                                                     | 12月                                                     | 年                                                       |
| -------------------------------------------------------- | -------------------------------------------------------- | -------------------------------------------------------- | -------------------------------------------------------- | -------------------------------------------------------- | -------------------------------------------------------- | -------------------------------------------------------- | -------------------------------------------------------- | -------------------------------------------------------- | -------------------------------------------------------- | -------------------------------------------------------- | -------------------------------------------------------- | -------------------------------------------------------- | -------------------------------------------------------- |
| 最高気温記録 °C （°F）                                   | 39.9 (103.8)                                             | 41.7 (107.1)                                             | 44.0 (111.2)                                             | 47.5 (117.5)                                             | 47.0 (116.6)                                             | 47.2 (117)                                               | 47.5 (117.5)                                             | 45.1 (113.2)                                             | 45.5 (113.9)                                             | 44.5 (112.1)                                             | 42.3 (108.1)                                             | 39.6 (103.3)                                             | 47.5 (117.5)                                             |
| 平均最高気温 °C （°F）                                   | 29.1 (84.4)                                              | 30.8 (87.4)                                              | 33.5 (92.3)                                              | 34.8 (94.6)                                              | 34.3 (93.7)                                              | 34.7 (94.5)                                              | 32.4 (90.3)                                              | 33.0 (91.4)                                              | 36.1 (97)                                                | 36.7 (98.1)                                              | 34.0 (93.2)                                              | 31.0 (87.8)                                              | 33.4 (92.1)                                              |
| 日平均気温 °C （°F）                                     | 21.5 (70.7)                                              | 23.0 (73.4)                                              | 24.2 (75.6)                                              | 24.3 (75.7)                                              | 25.8 (78.4)                                              | 26.7 (80.1)                                              | 27.3 (81.1)                                              | 28.4 (83.1)                                              | 29.6 (85.3)                                              | 28.8 (83.8)                                              | 25.8 (78.4)                                              | 22.8 (73)                                                | 25.7 (78.3)                                              |
| 平均最低気温 °C （°F）                                   | 14.5 (58.1)                                              | 16.4 (61.5)                                              | 18.2 (64.8)                                              | 19.1 (66.4)                                              | 20.7 (69.3)                                              | 22.8 (73)                                                | 24.3 (75.7)                                              | 25.4 (77.7)                                              | 25.8 (78.4)                                              | 23.8 (74.8)                                              | 19.7 (67.5)                                              | 16.9 (62.4)                                              | 20.6 (69.1)                                              |
| 最低気温記録 °C （°F）                                   | 3.9 (39)                                                 | 7.0 (44.6)                                               | 5.0 (41)                                                 | 10.0 (50)                                                | 13.0 (55.4)                                              | 15.7 (60.3)                                              | 15.0 (59)                                                | 16.1 (61)                                                | 17.0 (62.6)                                              | 13.0 (55.4)                                              | 9.3 (48.7)                                               | 5.0 (41)                                                 | 3.9 (39)                                                 |
| 降水量 mm （inch）                                       | 0.7 (0.028)                                              | 1.5 (0.059)                                              | 0.2 (0.008)                                              | 0.1 (0.004)                                              | 0.3 (0.012)                                              | 1.9 (0.075)                                              | 6.3 (0.248)                                              | 36.8 (1.449)                                             | 36.3 (1.429)                                             | 6.3 (0.248)                                              | 2.0 (0.079)                                              | 2.8 (0.11)                                               | 95.2 (3.748)                                             |
| 平均降水日数 （≥1.0 mm）                                 | 0.2                                                      | 0.3                                                      | 0.0                                                      | 0.0                                                      | 0.0                                                      | 0.3                                                      | 0.8                                                      | 2.6                                                      | 3.0                                                      | 0.7                                                      | 0.2                                                      | 0.3                                                      | 8.3                                                      |
| % 湿度                                                   | 36                                                       | 39                                                       | 43                                                       | 49                                                       | 54                                                       | 60                                                       | 70                                                       | 72                                                       | 69                                                       | 55                                                       | 44                                                       | 35                                                       | 52                                                       |
| 平均月間日照時間                                         | 232.5                                                    | 220.4                                                    | 260.4                                                    | 270.0                                                    | 282.1                                                    | 240.0                                                    | 238.7                                                    | 254.2                                                    | 228.0                                                    | 260.4                                                    | 243.0                                                    | 217.0                                                    | 2,946.7                                                  |
| 平均日照時間                                             | 7.5                                                      | 7.8                                                      | 8.4                                                      | 9.0                                                      | 9.1                                                      | 8.0                                                      | 7.7                                                      | 8.2                                                      | 7.6                                                      | 8.4                                                      | 8.1                                                      | 7.0                                                      | 8.1                                                      |
| 出典：ドイツ気象局                                       |                                                          |                                                          |                                                          |                                                          |                                                          |                                                          |                                                          |                                                          |                                                          |                                                          |                                                          |                                                          |                                                          |

## 経済

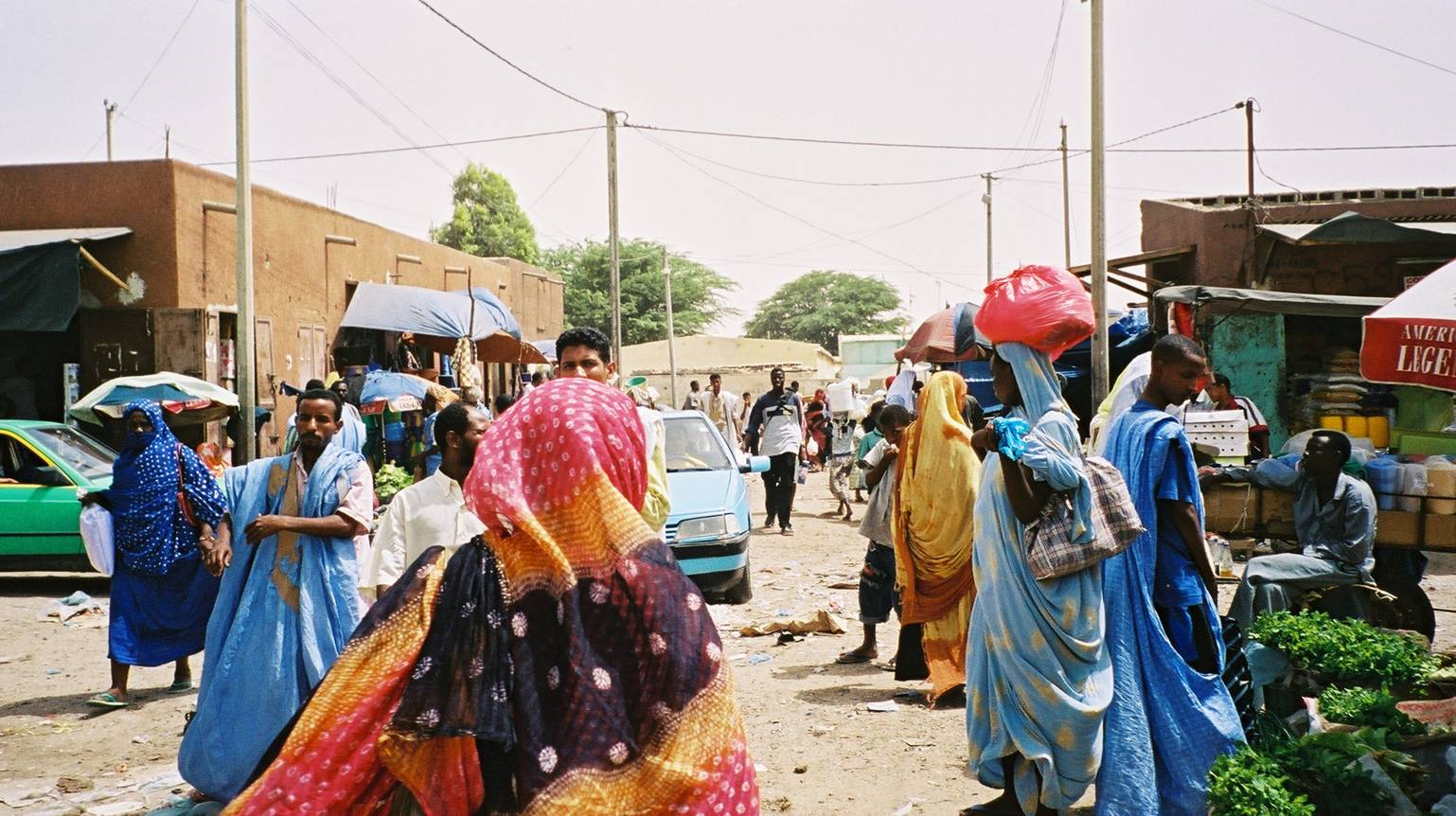
市場

モーリタニア経済の中心地である。ヌアクショット港（深水港）があり、主な輸入品はセメント、小麦、砂糖、トウモロコシ、牛乳である。主な輸出品は石膏である。観光業はほとんど未開発である。

## 交通

### 空港
ヌアクショット・オムタウンシー国際空港があり、国内外への航空便が開設されている。ヌアクショットに乗り入れている航空会社にはエールフランスやターキッシュ エアラインズなどがある。
かつてはヌアクショット空港が国内外への玄関口であったが、2016年6月23日にヌアクショット・オムタウンシー国際空港が開港し、同空港は閉鎖された。

### 道路
- サハラ縦断道路

## 教育
- ヌアクショット大学（英語版）

## スポーツ
いくつかのサッカークラブがある。
- ASC Mauritel Mobile FC
- ASC Nasr de Sebkha
- ASAC Concorde
- ACS Ksar

## 出身者
- エリー・ウルド・モハメド・バル（英語版）

## 姉妹都市
- マドリード（スペイン）
- ツーソン（アメリカ合衆国）
- 蘭州市（中国）
- アンマン（ヨルダン）